# バンパイア 最後の晩餐
『バンパイア 最後の晩餐』（バンパイア さいごのばんさん、イタリア語: A cena col vampiro、英語: Dinner with a Vampire）は、ランベルト・バーヴァ監督、ダルダノ・サッケッティらの脚本によって1988年に制作された、イタリアのテレビ映画。ケーブルテレビでの放送用に制作されたシリーズ『Brivido Giallo』4作品の3作目として放送された。シリーズは、ほかに『グレイブヤード』、『アンティル・デス』、『オグルから成っていた。
日本では、ヒューマックスにより、1989年4月22日に劇場公開された。

## あらすじ
あるホラー映画のオーディションに合格した4人の俳優たちは、監督が所有する城へとミーティングに招かれ、一夜を過ごすこととなる。彼らは知らなかったのだが、実は監督は、本物の吸血鬼（バンパイア）であった。
吸血鬼は、招待客たちに、自分を殺せるものなら殺してみろと挑戦する。しかし、この吸血鬼を殺すことは、ある特別なやり方によらなければ、不可能なことだった。

## キャスト
- ジョージ・ヒルトン（英語版） - ユーレック
- リカルド・ロッシ（イタリア語版） - ジョニー
- パトリツィア・ペルグリノ（イタリア語版） -	リタ
- イヴォンヌ・シオ（イタリア語版） - モニカ
- ヴァレリア・ミニーロ（イタリア語版） - サシャ
- イザベル・ロシノヴァ（イタリア語版） - 半ば吸血鬼化したユーレックのコンパニオン

## DVDの発売
2009年、MYAコミュニケーションズ (MYA Communications) が、この作品を初めてリージョンコード1のDVDとして発売した。